# آمانفورد
آمانفورد (به انگلیسی: Ammanford) یک شهرک در ولز است که در کارمارتنشر واقع شده‌است. آمانفورد ۵٬۴۱۱ نفر جمعیت دارد.